# II. Bernát szász herceg
II. Bernát (990 körül – 1059. június 29.) szász herceg 1011 – 1059 között, a Billung-ház harmadik uralkodója nagyapja, Hermann szász herceg és apja, I. Bernát herceg után. Anyja Hildegarde von Stade.

## Élete
1011-ben apja halála után gond nélkül örökölte a szász hercegi címet, és három politikai problémát:
- a német uralkodóval való feszült viszonyt
- a hamburg-brémai egyházkerülettel egyre romló kapcsolatot
- a vendekkel folytatott harcot

1013-ban mint "Bernát vesztfáliai herceg" írta alá II. Henrik német király egyik oklevelét, amelyben a király megerősítette egy korábbi ítéletét. Bernát a világi előkelők közül elsőnek írta alá az oklevelet, amely feltehetően magas rangját jelzi. Bernát kezdetben Henrik támogatójának számított és elkísérte a császárt, amikor az hadjáratot vezetett lengyel területre 1018-ban.
A szász krónika szerint 1020-ban fellázadt II. Henrik császár ellen, célja a szász törzsi törvények elismertetése volt (ami apjának még nem sikerült). Elfoglalta "Scalkesburh" várát, de ezt követően visszavonult, majd a császárné közbenjárására megkegyelmeztek neki. Ezt követően harcolt az odobrita és lutici szláv törzsszövetségek ellen és saját befolyási övezetébe vonta őket.
1024-ben támogatta II. Konrád német-római császárt, majd fiát, III. Henriket, bár utóbbi egyre jobb kapcsolatot épített ki Adalbert brémai érsekkel, a szász hercegek ősi ellenségével. Emiatt – Adalbert haláláig – Bernát szinte mindig a nyílt lázadás küszöbén állt.
1045-ben Hamburgban felépíttette az Alsterburg várat. 1059-ben halt meg, a lüneburgi Szt. Mihály templomban temették el. Utóda fia, Ordulf lett.

## Családja
1020-ban vette feleségül Eilika von Schweinfurtot (1000 körül – 1055 után), Henrik von Schweinfurt nordgaui őrgróf és Gerberga von Hammerstein lányát. II. Bernát hercegnek és feleségének öt gyermeke ismert:
- Ordulf (1020 körül – 1072. március 28.), aki 1059-ben örökölte a szász hercegi címet.[7]
- Hermann  (? – 1086)[7]
- Gertrúd (Schweinfurt, 1028 – Veurne, 1113. augusztus 4.), első férje I. Flóris holland gróf (1025 – 1061), második férje Róbert (1035 – 1093), V. Balduin flamand gróf és Adéla de France fia, 1062 – 1071 között holland gróf, 1071-től Flandria grófja.[8]
- Hedvig (? – 1100 után)[9]
- Ida (? – Namur, 1102. július 31.),[9][10] első férje Frigyes alsó-lotaringiai herceg (? – 1065. augusztus 28.), második férje (1065 körül) III. Albert namuri gróf (1035. augusztus 10. – 1102. június 22.).